# Дечја игра
Игра је саставни део дечјег живота. У књижевној теорији дефинисана је као елементарна потреба дететова. Иако се на разним ступњевима друштвеног развоја мењао начин живота, игра је и у новим друштвеним условима остала саставни део дечје активности. Развојни психолози посвећују већу пажњу игри, тек од тридесетих година овога века. Игра је привукла пажњу, не само зато што је она доминантна активност детета, већ зато што је повезана са физичким развојем, развојем интелекта, мотива, са процењивањем вредности, емоционалним развојем и развојем личних особина. Игра је незаменљиво средство за упознавање детета предшколског узраста, а истовремено и врло успешно васпитно и терапеутско средство. У игри дете развија разне способности и стиче радне навике, па се прихвата све тежих задатака. Тако са игре дете постепено прелази на разне облике активности које убрајамо у његове радне задатке. Дете које је у раном детињству успело и ојачало у игри, имаће успеха и касније, у школском раздобљу и биће сталожено при раду.

## Развојни облици игара
На значај игре у дечјем когнитивном развоју указао је и Жан Пијаже, кроз запажање да су у игри значајни исти они процеси који су присутни у развоју менталних структура. Он је запазио да су процеси асимилације и акомодације који одређују облике појединих игара, исти они процеси који одређују дететов когнитивни развој. Тако, као и у општем развоју, на почетку у играма доминирају процеси асимилације а, током развоја, процеси акомодације постају све укљученији. Пијаже је, у складу са запаженим фазама развоја, препознао и специфичне типове игара које представљају дететов ниво постигнутог когнитивног развоја.
Упоређујући когнтивни развој и појаву појединих игара, Пијаже описује редослед развоја дететових игара:
1. Игре управљања - доминирају у сензомоторној фази когнитивног развоја. Те игре карактеришу процеси асимилације. У дечјим играма тог раздобља, дете развија оне менталне структуре које се односе на његове моторичке и сензорне способности. Тако на подручју моторике дете на основу урођених рефлекса изграђује путем игре сложеније облике понашања.
2. Симболичке игре (игре „као да") - одређене су преоперационалном фазом когнитивног развоја. У овом раздобљу дете је формирано властити идентитет као онај вид свог искуства који се разликује од других. Управо кроз ову фазу развоја дете треба да реши проблем егоцентризма, што може постићи кроз игру која укључује игре са појединим предметима који симболизују поједине предмете, особе и њихов однос са њима. Кроз симболичке игре дете учи постојање различитих улога, као и релативност властитиог доживљавања. Започиње и процес формирања појмова.